# Parma victoriae
Parma victoriae là một loài cá biển thuộc chi Parma trong họ Cá thia. Loài này được mô tả lần đầu tiên vào năm 1863.

## Từ nguyên
Từ định danh được đặt theo tên gọi của bang Victoria, nơi mà mẫu định danh được thu thập ở vùng biển ngoài khơi bang này.

## Phạm vi phân bố và môi trường sống
P. victoriae là một loài đặc hữu của Úc và được tìm thấy ở vùng biển phía nam nước này, từ Dongara (Tây Úc) trải dài đến eo biển Bass. P. victoriae sinh sống tập trung gần những rạn đá ngầm ở độ sâu khoảng từ 3 đến 35 m.
Chiều dài tối đa được ghi nhận ở P. victoriae là 25 cm. Cá trưởng thành có màu nâu đen toàn thân hoặc màu nâu cam của rỉ sét (bụng trắng), có những chấm nhạt dọc theo đường bên. Cá con P. victoriae màu vàng cam với các sọc đốm màu xanh lam ánh kim và thêm một đốm đen lớn viền xanh trên vây lưng.
Số gai ở vây lưng: 13; Số tia vây ở vây lưng: 16–17; Số gai ở vây hậu môn: 2; Số tia vây ở vây hậu môn: 15–16; Số tia vây ở vây ngực: 19–21; Số gai ở vây bụng: 1; Số tia vây ở vây bụng: 5; Số vảy đường bên: 21–22; Số lược mang: 20–23.

## Sinh thái học
Thức ăn chủ yếu của P. victoriae là tảo. Cá đực có tập tính bảo vệ và chăm sóc trứng; trứng bám vào nền tổ. Mùa sinh sản kéo dài từ tháng 11 đến tháng 2 năm sau.